# Guarda Kommune
Guarda Kommune er en kommune i distriktet Guarda, Portugal. Hovedbyen er Guarda, og kommunen har et areal 712,1 km² og et indbyggertal på 44.121 pr. 2008. Der er 55 sogne i kommunen.
40°32′11″N 7°16′06″V / 40.5364°N 7.2683°V